# Mithridate II de Cios
Pour les articles homonymes, voir Mithridate II.
Mithridate de Cius (en grec Mιθριδάτης ou Mιθραδάτης (né vers -386) succède à son père Ariobarzane en -337 comme dynaste de la cité grecque de Cios, en Mysie (nord-ouest de la Turquie actuelle). Diodore de Sicile lui attribue trente-cinq ans de règne, mais il semble qu’il n’ait pas gouverné de façon continue ses États pendant cette période.
Rien n’est connu de lui avant sa mort en -302. Après avoir fait sa soumission au Macédonien Antigonos Monophtalmos, il s’est rendu suspect aux yeux de ce dernier de vouloir rejoindre la ligue constituée par Cassandre et ses alliés contre lui, provoquant son assassinat à Cios. Selon Appien, il était âgé de quatre-vingt-quatre ans au moment de son meurtre, ce qui rend vraisemblable son identification avec un autre Mithridate, fils d’Ariobarzane, lequel avait capturé et mis à mort Datame dans sa jeunesse, en -362.
Mithridate Ier, fondateur du royaume du Pont, est son neveu, le fils de son frère Orontabatès.

## Source
Cet article tombé dans le domaine public est tiré de Dictionary of Greek and Roman Biography and Mythology de William Smith (1870).